# Panharmonicon

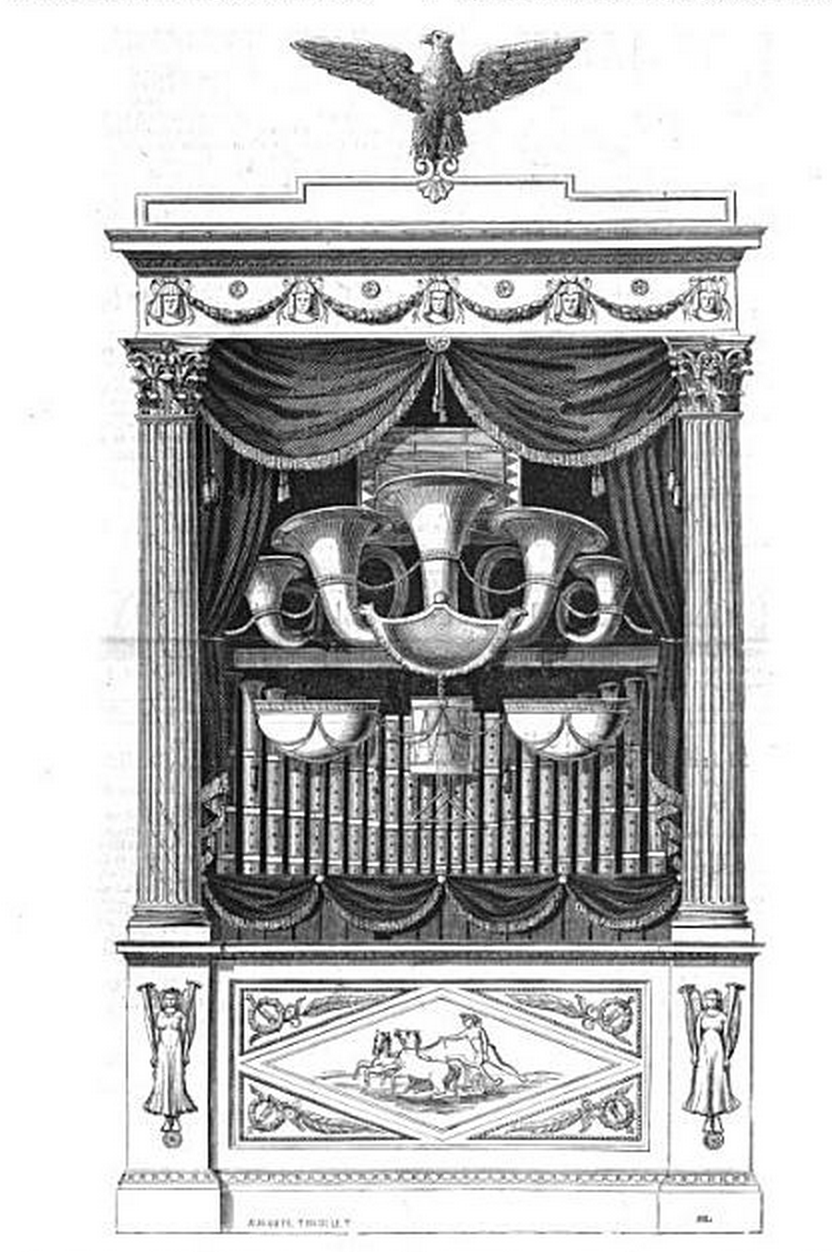
Panharmonicon. Magazine L'Illustration, 25 mai 1846

Le panharmonicon était un instrument de musique mécanique inventé par Johann Nepomuk Mælzel en 1804. Il n'en subsiste aucun exemplaire.
De très grande taille, il consistait en une sorte de clavier qui reproduisait les sons d'instruments mécaniques spécialement conçus pour lui, par la mise en jeu d'un soufflet et de rouleaux musicaux mécaniques. Les quarante-deux instruments qui composaient le panharmonicon étaient ceux d'un orchestre militaire : instruments à vent (flûte, clarinette, hautbois, basson, trompette, cor de chasse) et percussions (timbales, triangle, tambour, cymbales, grosse caisse). Cherubini écrivit en 1806 un morceau pour cet instrument singulier, Air pour le Panharmonicon, dont le manuscrit se trouve à la bibliothèque d'État de Berlin. Mælzel commanda à Beethoven en 1813 une œuvre orchestrale pour inaugurer son deuxième panharmonicon, aux dimensions et possibilités musicales encore plus grandes : ce fut la Victoire de Wellington.
Un exemplaire fut vendu à Paris en 1807. Un autre sombra avec son concepteur le 21 juillet 1838. Le dernier exemplaire de panharmonicon fut conservé au Musée Industriel de Stuttgart jusqu'en 1942, où il fut détruit par un bombardement.
Il a inspiré l'Apollonicon, orgue mécanique construit en 1817 par les facteurs d'orgues britanniques Flight et Robson.
Honoré de Balzac décrit cet instrument et son inventeur fictif dans sa nouvelle Gambara publiée en 1837,.